# Yggdra Union
Yggdra Union é um RPG Tático em turnos para o Gameboy Advance e PlayStation Portable, criado pela Sting e publicado pela Atlus. O jogo possui vários detalhes parecidos com outro game feito pela Sting, Riviera: The Promised Land.
O jogo envolve batalhas táticas parecidas com Fire Emblem, com uma vista de cima em um mapa 2D, onde se controla versões em miniatura de suas unidades. Entretanto, o sistema do jogo é totalmente diferente. Cartas são utilizadas em todos os turnos, e é ela que dita seu movimento e possíveis habilidades. É jogada no turno do jogador e do inimigo, da mesma forma que o sistema de "Union" do jogo, onde grandes batalhas podem ser realizadas. Também existem alguns elementos em tempo real durante as batalhas, como por exemplo, controlar como suas unidades atacarão o inimigo.

## Personagens

### Yggdra
"Sword Maiden" de 17 anos e princesa de Fantasinia, seu nome completo é Yggdra Yuril Artwaltz. Carrega consigo o Gran Centurio, apenas conheçendo-o como a "Espada Sagrada", todavia, descobre mais tarde que esta é na verdade uma espada amaldiçoada e que seu criador foi Nessiah. Guiada por seu senso de justiça e com ajuda de Milanor, tenta recuperar seu reino e vingar a morte de seus pais, embora seja princesa, mais tarde é coroada rainha de Fantasinia e deixa de ser uma "Sword Maiden" para tornar-se "La Pucelle".

### Milanor
Um "Stray Thief", Milanor usa sua poderosa lâmina lendária com estilo de machado e possui 17 anos, sendo o personagem principal, porém não protagonista da história. Se junta com Yggdra depois que um exército enviado por Gulcasa destrói sua base, e caminha junto dela na esperança de poder ganhar um castelo que Yggdra promete dar quando realizar seu objetivo, porem, mesmo apos receber o seu castelo, ele continua a ajudar yggdra devido ao fato de querer "Ver os mundo com seus proprios olhos" segundo suas proprias palavras.

### Durant
Durant é um cavaleiro de paltina de vinte e quatro anos e líder da terceira cavalaria. Yggdra e Milanor retornam e o acham sob ataque de soldados de Bronquian. Imediatamente ele se junta à Yggdra e a ajuda como parte de sua lealdade.

### Nietzsche
Undine de 12 anos, está sempre falando em terceira pessoa e contribui com Yggdra e Milanor com um ataque em seu próprio país de Undines, que estão ameaçando humanos. Ela luta para recuperar um artefato que foi roubado por sua irmã e entregue a um humano pelo qual ela estava apaixonada (o humano era Nessiah, o anjo caído). Este artefato é extremamente importante para as Undines, pois pelo fato de serem uma raça de mulheres só podem se reproduzir por Reencarnação e sem aquele artefato mágico que permite a reencarnação, as Undines estarão fadadas a uma lenta extinção.

### Gulcasa
Tem aproximadamente 21 anos e é o jovem rei de Bronquia, reino vizinho de Fantasinia. Ele invade Fantasinia com a ajuda de Nessiah, seu tático de guerra, mata o rei e a rainha de Fantasinia e assume o reino de Fantasinia como novo Império Bronquiano. Seus métodos de guerra e batalha são extremamente violentos, e embora suas ações sejam cheias de cruelade, ele tem total apoio do povo de Bronquia. Seu principal objetivo não é dominar todos os continentes com o império Bronquiano, como poderia ficar subjetivo no começo, mas sim causar o despertar de Brogaa, o dragão do purgatório, mergulhando o mundo numa nova era das trevas onde o poder reina absoluto.

### Nessiah
Também conhecido como "The Ancient", é o tático de guerras do imperador Gulcasa, mas seus objetivos são alheios aos do mesmo. Ele na verdade é um arcanjo caído que foi selado na terra. Ele é o criador original do Gran Centurio e espalha sua fama como a "Espada Sagrada", mas a verdade é que ela é uma espada amaldiçoada que absorve o poder das almas de sua vítimas. Nessiah utiliza Gulcasa para tornar a espada poderosa o suficiente para poder subir ao paraíso e causar uma guerra entre os Deuses dando início ao Ragnärok, o fim dos tempos.